# 阿罕布拉谷 (加利福尼亞州)
阿罕布拉谷（英語：Alhambra Valley）是位於美國加利福尼亞州康特拉科斯塔縣的一個人口普查指定地區。

## 地理
阿罕布拉谷的座標為37°58′07″N 122°08′11″W / 37.96861°N 122.13639°W，而該地最高點為海拔高度160米（即525英尺）。

## 人口
根據2010年美國人口普查的數據，阿罕布拉谷的面積為3.44平方千米，當中陸地面積為3.44平方千米，而水域面積為0.00平方千米。當地共有人口924人，而人口密度為每平方千米268人。